# 아마추어 천체망원경 제작

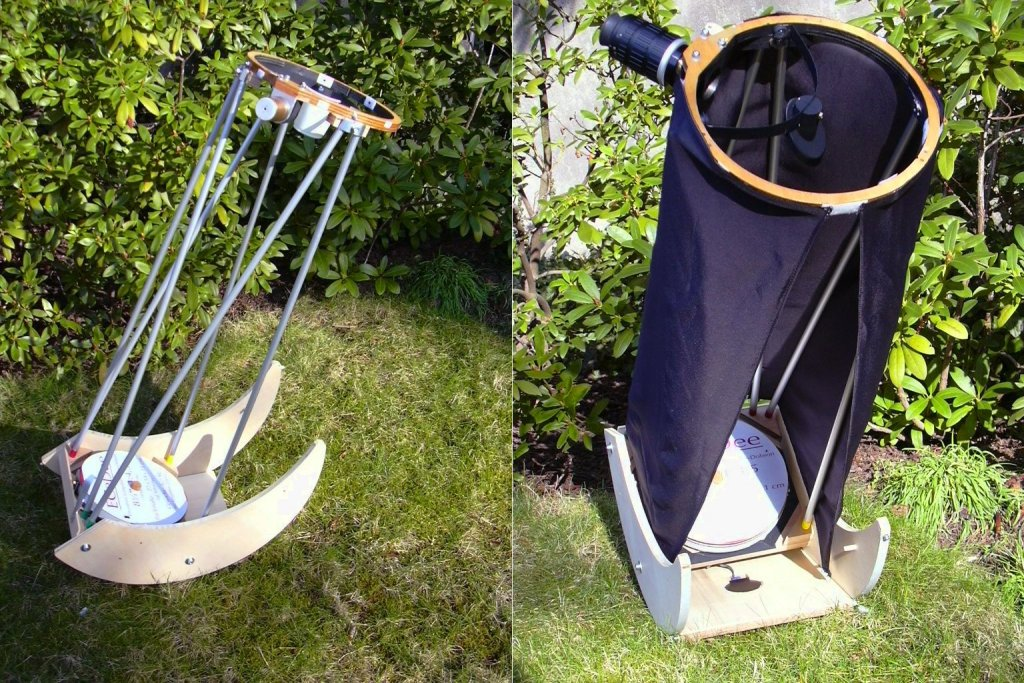
아마추어 천문가가 자작한 돕소니안 망원경

아마추어 천체망원경 제작은 아마추어 천문의 일환으로, 전문적으로 천문학에 종사하지 않는 이들이 취미로, 그리고, 경제적인 이유로 천체 관측을 위한 망원경을 직접 제작하는 것을 말한다. 제작되는 망원경은 대부분 광학 망원경이다.

## 기원
갈릴레이가 네덜란드인의 발명품을 천체 관측의 용도로 사용한 이후로 천체 망원경 제작은 서서히 발전하였다. 이후 많은 천문학자들이 천체망원경을 자작하였으나, 스스로의 흥미와 교육을 위해 망원경을 제작하는 비전문들이 등장하게 것은 20세기 초에 들어서였다.
현재와 같이 다량으로 망원경이 제작되기 전에는 보통의 장비들도 종종 아마추어 천문가들에는 불가능한 높은 가격이었고, 사용할 망원경을 직접 제작하는 것은 단지 관측을 위한 적당한 망원경을 얻기 위한 경제적인 이유에서였다. 1920년대에는 관련 서적이 출간되고, 1923년 《포퓰러 아스트로노미(Popular Astronomy)》, 1925년 《사이언티픽 아메리칸》에서 자작(自作) 망원경에 대하여 상세하게 설명된 기사 가 연재되어 전 세계의 자작 망원경 제작에 도움을 주었다. 1933년 ~ 1990년에는 《스카이 앤드 텔레스코프》지에서 정기적으로 자작 망원경에 대한 기고문을 게재하였다.
광학 부품들이 이미 갖추어져 있었던 미국은, 제2차 세계대전 이후에 우주개발경쟁이 진행되면서 아마추어 천문가를 크게 확산시키는 계기가 되었다.
대한민국은 1972년 쟈코비니 지너 혜성의 유성우의 관측을 계기로 아마추어 천문이 시작되었고, 1970년대 후반 이후로 자작 천체망원경을 제작·발표하였다.

## 가난한 이들의 망원경

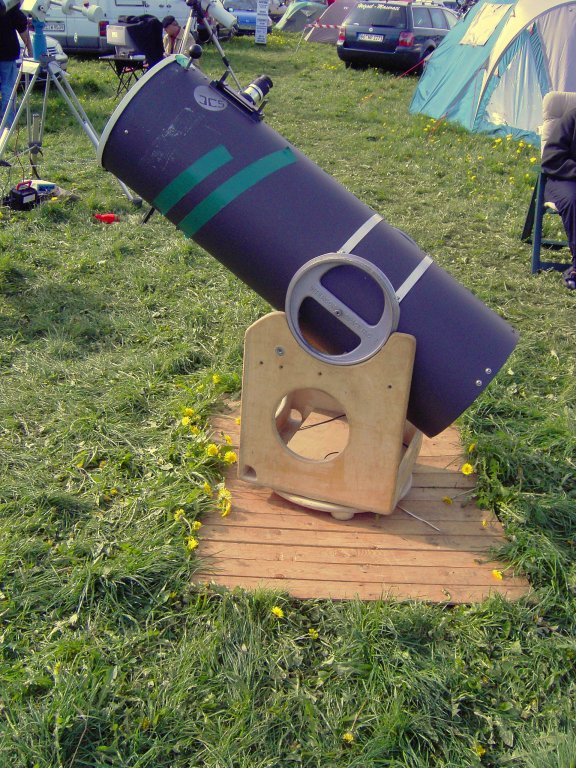
사제 반사망원경.

비전공자들이 제작하는 망원경은 매우 다양하며, 단순한 것에서부터 복잡한 것까지, 굴절 망원경, 슈미트 카세그레인, 막스토프 등을 포함한다. 가장 인기 있는 망원경은 뉴튼식 반사망원경 으로, 러셀 포터는 이를 '가난한 이들의 망원경'이라 묘사하였다. 뉴튼식 반사망원경은 설계가 간단하여 최소한의 비용으로 최대의 크기를 얻을 수 있다. 또한, 대물렌즈로서 주경과 보조거울로서의 사경 2개의 거울만 필요하며 사경의 경우 구입을 하는게 보통이다, 광학 부품을 만드는 입장에서는 주경만을 연마하여 윤을 내고 포물면 반사경을 만들면 된다. 막스토프의 경우 3~4개의 면, 굴절망원경과 슈미트 카세그레인의 경우 설계에 따라 4개나 그 이상의 면을 가공해야 한다. 적당하게 설계되어 잘 만들어진 뉴튼식 망원경은 다른 설계 방식의 망원경 성능과 거의 동등하거나 오히려 여러 광학면을 사용하는 방식보다 우월 할 수도 있다, 비용을 들이지 않은 것이 품질이 낮음을 의미하지 않는 경우에 해당된다. 보통 6인치 또는 8인치(직경 15 또는 20 cm) 크기의 뉴튼식 망원경이 처음 시작할 때에 적당하다. 인터넷에서는 6인치, 8인치, 10인치 뉴튼식 망원경의 제작 설명서를 주로 찾아볼 수 있다.

### 제작 과정
자작 망원경은 대체로 다음과 같은 과정을 거쳐 완성된다.
- 반사경 연마
- 푸코 테스트
- 반사면 코팅
- 경통과 가대 제작

## 같이 보기
- 망원경

## 참고 자료
- Albert Graham Ingalls|Albert G. Ingalls, Amateur Telescope Making (1 ~ 3 권). 원본: 사이언티픽 아메리칸; 재편집판: Willmann-Bell Inc.
- Allyn J. Thompson, Making Your Own Telescope, Sky Publishing, 1947년, ISBN 0-933346-12-3. (인터넷 버전)
- Jean Texereau, How to make a telescope, Interscience Publishers, Inc., 1957.4.
- 김한철, 《망원경 제작법》, 선두과학사, 1992.